# Freebird Airlines
Freebird Airlines (IATA: FH, OACI: FHY, e indicativo FREEBIRD AIR), es una aerolínea comercial y chárter turca fundada en junio del 2000, propiedad de Gözen Holding. Es la empresa matriz de la maltesa Freebird Airlines Europe.
La compañía tiene su base en el Aeropuerto Internacional Atatürk de Estambul y en el Aeropuerto de Antalya. La flota está compuesta únicamente por aviones Airbus A320 y A321, que son utilizados para vuelos de corta y media distancia entre Europa y Asia.

## Historia
Inició sus operaciones el 5 de abril de 2001 con un servicio entre Estambul y Lyon utilizando un avión McDonnell Douglas MD-83. En noviembre de 2003, la aerolínea recibió su primer avión Airbus A320-200, arrendado a GATX Leasing.
En 2018 se creó en Malta una filial, Freebird Airlines Europe. Las operaciones comenzaron con el 20 de febrero de 2019.

## Destinos
Freebird Airlines opera regularmente a los siguientes destinos.
| Países      | Destinos       | Aeropuertos                              | Notas                 |
| África      | África         | África                                   | África                |
| ----------- | -------------- | ---------------------------------------- | --------------------- |
| Egipto      | Hurghada       | Aeropuerto Internacional de Hurgahda     | Estacional            |
| Egipto      | Sharm el-Sheij | Aeropuerto de Sharm el-Sheij             | Estacional            |
| Europa      |                |                                          |                       |
| Bélgica     | Bruselas       | Aeropuerto de Bruselas                   | Estacional            |
| Alemania    | Colonia        | Aeropuerto de Colonia/Bonn               |                       |
| Alemania    | Düsseldorf     | Aeropuerto Internacional de Düsseldorf   | Estacional            |
| Alemania    | Hamburgo       | Aeropuerto de Hamburgo                   | Estacional            |
| Alemania    | Hannover       | Aeropuerto de Hannover                   | Estacional            |
| Alemania    | Leipzig        | Aeropuerto de Leipzig/Halle              | Estacional            |
| Alemania    | Múnich         | Aeropuerto de Múnich-Franz Josef Strauss | Estacional            |
| Alemania    | Núremberg      | Aeropuerto de Núremberg                  | Estacional            |
| Alemania    | Paderborn      | Aeropuerto de Paderborn-Lippstadt        | Estacional            |
| Alemania    | Stuttgart      | Aeropuerto de Stuttgart                  | Estacional            |
| España      | Fuerteventura  | Aeropuerto de Fuerteventura              | Estacional            |
| Turquía     | Antalya        | Aeropuerto de Antalya                    | Base                  |
| Turquía     | Estambul       | Aeropuerto Internacional Atatürk         | Centro de operaciones |
| Reino Unido | Londres        | Aeropuerto de Londres-Gatwick            | Estacional            |
| Reino Unido | Mánchester     | Aeropuerto de Mánchester                 | Estacional            |

## Flota
A junio de 2023, la flota de Freebird Airlines está constituida por aviones Airbus A320 y A321. Cada cola de avión tiene un color diferente.
| Avión           | En servicio | Pedidos | Pasajeros (clase única)                           | Matrículas                                        | Antigüedad                                        | Notas                                             |
| --------------- | ----------- | ------- | ------------------------------------------------- | ------------------------------------------------- | ------------------------------------------------- | ------------------------------------------------- |
| Airbus A320-200 | 13          | —       | 180                                               | 9H-FHA                                            | 13,4 años                                         | Operando en Freebird Airlines Malta.              |
| Airbus A320-200 | 13          | —       | 180                                               | 9H-FHB                                            | 16,4 años                                         | Operando en Freebird Airlines Malta.              |
| Airbus A320-200 | 13          | —       | 180                                               | 9H-FHY                                            | 14,1 años                                         | Operando en Freebird Airlines Malta.              |
| Airbus A320-200 | 13          | —       | 180                                               | TC-FBO                                            | 11,2 años                                         |                                                   |
| Airbus A320-200 | 13          | —       | 180                                               | TC-FBR                                            | 17,8 años                                         |                                                   |
| Airbus A320-200 | 13          | —       | 180                                               | TC-FBV                                            | 12,2 años                                         |                                                   |
| Airbus A320-200 | 13          | —       | 180                                               | TC-FHC                                            | 14,2 años                                         |                                                   |
| Airbus A320-200 | 13          | —       | 180                                               | TC-FHG                                            | 16,7 años                                         |                                                   |
| Airbus A320-200 | 13          | —       | 180                                               | TC-FHK                                            | 13,6 años                                         |                                                   |
| Airbus A320-200 | 13          | —       | 180                                               | TC-FHL                                            | 13,5 años                                         |                                                   |
| Airbus A320-200 | 13          | —       | 180                                               | TC-FHM                                            | 16,5 años                                         |                                                   |
| Airbus A320-200 | 13          | —       | 180                                               | TC-FHN                                            | 10,0 años                                         |                                                   |
| Airbus A320-200 | 13          | —       | 180                                               | TC-FHP                                            | 9,5 años                                          |                                                   |
| Airbus A321-200 | 2           | —       | 218                                               | TC-GPA                                            | 15,2 años                                         |                                                   |
| Airbus A321-200 | 2           | —       | 218                                               | TC-GPB                                            | 15,1 años                                         |                                                   |
| Total           | 15          | 0       | Edad media de la flota (junio de 2023): 14,0 años | Edad media de la flota (junio de 2023): 14,0 años | Edad media de la flota (junio de 2023): 14,0 años | Edad media de la flota (junio de 2023): 14,0 años |